# Operation der Vereinten Nationen in Mosambik
Die Opération des Nations Unies au Mozambique (deutsch Operation der Vereinten Nationen in Mosambik, ONUMOZ), eine UN-Friedensmission, wurde am 13. Oktober 1992 (Resolution 782 des UN-Sicherheitsrates) ins Leben gerufen, um das „Allgemeine Friedensabkommen“ umzusetzen, das vom Präsidenten von Mosambik, Joaquim Chissano und dem Präsidenten der Resistência Nacional Moçambicana (Renamo), Afonso Dhlakama, geschlossen und unterzeichnet worden war.

## Aufgaben
Das Mandat beinhaltete die Umsetzung des Abkommens: Überwachung des Waffenstillstandes und des Rückzugs fremder Truppen, die Sicherung der Transportkorridore und die Gewährung technischer Hilfe sowie Überwachung der späteren Wahlen. ONUMOZ war von Dezember 1992 bis Dezember 1994 (effektiv bis Ende Januar 1995) im Einsatz.
Die wichtigsten effektiven Aufgaben von ONUMOZ waren
- das Einsammeln von 155.000 Waffen und der Demobilisierung von 76.000 der eigentlich 360.000 Kämpfer in 49 Sammelstellen, was zunächst auf nahezu unüberwindliches Misstrauen der Kämpfer aller Seiten stieß. Erst eine Reise des UN-Generalsekretärs im Oktober 1993 und eine weitere Resolution des UN-Sicherheitsrates (Security Council resolution 882 (1993)) lösten diese Blockade.
- die Bildung der Mosambikanischen Verteidigungskräfte, mit der am 22. Juli 1993 begonnen wurde und in die 10.000 Kämpfer der Bürgerkriegstruppen beider Seiten integriert wurden.
- die Vorbereitung der Wahlen, zu denen am 26. März 1993 die ersten Entwürfe vorlagen, welche die politischen Verhandlungen sofort festfahren ließ. Erst nach dem Besuch des UN-Generalsekretärs im Oktober 1993 und einigen Folgeverhandlungen ging der Verhandlungsprozess voran, so dass am 12. Januar 1994 das neue Wahlgesetz in Kraft trat.
- die Räumung der Transportwege von Minen.
- die Sicherung, teilweise auch Durchführung der Rückführung der 3,7 Millionen Flüchtlinge, von denen nur 1,7 Millionen von der UN-Flüchtlingsorganisation UNHCR in ihre Dörfer gebracht werden konnten, was mit Abstand zu deren größtem Projekt wurden. Darüber hinaus mussten drei Millionen Vertriebene (displaced persons) an ihre Ursprungsorte zurückgeführt werden. Dieser Teil des humanitären Programms kostete 616 Millionen US$.
- die Wahrnehmung von Polizeiaufgaben nach der Truppendemobilisierung (Resolution 898 (1994) des UN-Sicherheitsrates)
- die Beobachtung der Wahlen. Im Oktober 1994 wurden die vereinbarten Wahlen abgehalten und am 8./9. Dezember wurden das neue Parlament und der neue Präsident, Joaquim Alberto Chissano, in ihre Ämter eingeführt. Damit war das Mandat der ONUMOZ erfüllt und zugleich erloschen.

Das Mandat kostete ohne humanitäre Hilfe 492,6 Millionen US$.

## Personal und Verluste

### Personal
ONUMOZ hatte eine autorisierte Stärke von:
- 6.625 Truppen und Truppenunterstützung (maximale Stärke: 6.576 am 30. November 1993; 3.941 am 30. November 1994)
- 354 Militärbeobachter (204 am 30. November 1994)
- 1.144 zivile Polizeibeamte (max. Stärke: 1.087 am 30. Oktober 1994)
- 355 UN-Angestellte
- 506 lokale Angestellte
- 900 Wahlbeobachter

### Verluste
- 23 Soldaten
- 2 Polizisten
- 1 internationaler Zivilbediensteter

## Führung

### Special Representative of the Secretary General and Chief of Mission
| Name        | Nationalität | Beginn der Berufung | Ende der Berufung | Bemerkungen           |
| ----------- | ------------ | ------------------- | ----------------- | --------------------- |
| Aldo Ajello | Italien      | Okt. 1992           | Dez. 1994         | bis März 1993 interim |

### Force Commander
| Nr. | Name                                            | Nationalität | Beginn der Berufung | Ende der Berufung | Bemerkungen |
| --- | ----------------------------------------------- | ------------ | ------------------- | ----------------- | ----------- |
| 1.  | Generalmajor Lélio Gonçalves Rodrigues da Silva | Brasilien    | Feb. 1993           | Feb. 1994         |             |
| 2.  | Generalmajor Mohammad Abdus Salam               | Bangladesch  | März 1994           | Dez. 1994         |             |

### Police Commissioner
| Name                       | Nationalität | Beginn der Berufung | Ende der Berufung | Bemerkungen |
| -------------------------- | ------------ | ------------------- | ----------------- | ----------- |
| Brigadegeneral Ali Mahmoud | Ägypten      | März 1994           | Dez. 1994         |             |